# Toppers in concert 2017
Toppers in concert 2017 - Wild West, Thuis Best is de naam voor de concerten op 26 en 27 mei 2017 in de Amsterdam ArenA van De Toppers en de gelijknamige cd en dvd. Dit was de dertiende ArenA-editie van dit concert.
Het kledingadvies van deze editie is country rood met glitters. In de 13e ArenA-editie van Toppers in Concert werd de formatie weer uitgebreid met een vierde lid. Op 20 februari werd bekend gemaakt dat Jan Smit de nieuwe Topper zou worden. Bij Toppers in Concert 2017 - Wild West, Thuis Best Edition wordt Smit geleidelijk geïntroduceerd en zal vanaf 2018 volwaardig lid zijn van de zangformatie. De weg naar de Arena is in 2017 te volgen in een achtdelige realitysoap op SBS6. In het programma worden onder andere de repetities van de mannen, hoe leven ze naar de concerten toe en een kijkje achter de schermen getoond. 
Dit jaar worden de heren bijgestaan door gastartiesten Guus Meeuwis, André Hazes, Grant & Forsyth, Sophie Grant en The Voice of Holland winnares Pleun Bierbooms.
Bij aanvang van de concerten staan de heren met het publiek een minuut stil in verband met de terroristische aanslag in Manchester op 22 mei 2017.

## Tracklist

### CD

#### Disc 1
1. Ouverture 2017 Wild West, Thuis Best
2. Wals Medley 2017
3. Carpenters Medley
4. Jan Smit Medley 2017
5. Country Sing Along
6. René Froger’s Favourites
7. Girlpower Medley
8. Doe Maar Medley
9. Gerard Joling Hitmedley 2017
10. Grant & Forsyth Medley
11. Jeroen Van Der Boom Hitmedley 2017

#### Disc 2
1. Songfestival Medley 2017
2. Feest Medley 2017
3. Latino Medley 2017
4. Dance Medley 5.0
5. George Michael Medley
6. John Denver Tribute
7. Thinking Out Loud
8. André Hazes Medley 2017
9. Rock Medley 2017
10. Top Geer Medley

#### Disc 3
1. De Schaamte Voorbij Medley
2. Guus Meeuwis Medley 2017
3. René Froger Hitmedley 2017
4. Motown Medley 2017
5. Polonaise Medley 2017
6. ABBA Medley 2017
7. Final Friends Medley
8. Over De Top! 2017

### DVD / Blu-ray

#### DVD 1
1. Ouverture 2017 Wild West, Thuis Best
2. Wals Medley 2017
3. Carpenters Medley
4. Jan Smit Medley 2017
5. Country Sing Along
6. René Froger’s Favourites
7. Girlpower Medley
8. Doe Maar Medley
9. Gerard Joling Hitmedley 2017
10. Grant & Forsyth Medley
11. Jeroen Van Der Boom Hitmedley 2017
12. Songfestival Medley 2017
13. Feest Medley 2017
14. Latino Medley 2017

#### DVD 2
1. Dance Medley 5.0
2. George Michael Medley
3. John Denver Tribute
4. Thinking Out Loud
5. André Hazes Medley 2017
6. Rock Medley 2017
7. Top Geer Medley
8. De Schaamte Voorbij Medley
9. Guus Meeuwis Medley 2017
10. René Froger Hitmedley 2017
11. Motown Medley 2017
12. Polonaise Medley 2017
13. ABBA Medley 2017
14. Final Friends Medley
15. Over De Top! 2017

#### Blu-ray
1. Ouverture 2017 Wild West, Thuis Best
2. Wals Medley 2017
3. Carpenters Medley
4. Jan Smit Medley 2017
5. Country Sing Along
6. René Froger’s Favourites
7. Girlpower Medley
8. Doe Maar Medley
9. Gerard Joling Hitmedley 2017
10. Grant & Forsyth Medley
11. Jeroen Van Der Boom Hitmedley 2017
12. Songfestival Medley 2017
13. Feest Medley 2017
14. Latino Medley 2017
15. Dance Medley 5.0
16. George Michael Medley
17. John Denver Tribute
18. Thinking Out Loud
19. André Hazes Medley 2017
20. Rock Medley 2017
21. Top Geer Medley
22. De Schaamte Voorbij Medley
23. Guus Meeuwis Medley 2017
24. René Froger Hitmedley 2017
25. Motown Medley 2017
26. Polonaise Medley 2017
27. ABBA Medley 2017
28. Final Friends Medley
29. Over De Top! 2017

## Concert

### Deel 1
1. Ouverture 2017 Wild West, Thuis Best 
 A. Crazy Horses 
 B. (Ghost) Riders In The Sky 
 C. Rawhide 
 D. Cotton Eye Joe 
 E. Wake Me Up
2. Wals Medley 2017 
 A. Een Nederlandse Amerikaan 
 B. Maar Wie Houd Van Mekaar 
 C. Hij Was Maar Een Clown 
 D. Vino Vino 
 E. De Heilsoldaat 
 F. De Smokkelaar 
 G. Aan De Amsterdamse Grachten
3. Carpenters Medley 
 A. Sing 
 B. Yesterday Once More 
 C. Close To You 
 D. Top Of The World 
 E. Jambalaya (On The Bayou)
4. Jan Smit Medley 2017 
 Jan Smit 
 A. Vrienden Voor Het Leven 
 B. Leef nu het kan 
 C. Cupido 
 D. Als De Morgen Is Gekomen 
 E. Dan Volg Je Haar Benen 
 F. Als De Nacht Verdwijnt
5. Country Sing Along 
 De Toppers & Jan Smit 
 A. Let Your Love Flow 
 B. Listen To The Music 
 C. Rosegarden 
 D. Living Next Door to Alice 
 E. Islands In The Stream
6. René Froger’s Favourites 
 René Froger 
 A. I Who Have Nothing 
 B. The Number One 
 C. This Is The Moment 
 D. You’ve Got A Friend
7. Girlpower Medley 
 Pleun Bierbooms 
 A. Don’t Be So Shy 
 B. Rolling In The Deep 
 C. Someone Like You 
 D. Wrecking Ball 
 E. Life
8. Doe Maar Medley 
 A. Sinds 1 Dag Of 2 
 B. Is Dit Alles 
 C. Doris Day 
 D. Pa 
 E. Smoorverliefd
9. Gerard Joling Hitmedley 2017 
 Gerard Joling & Jan Smit 
 A. Love Is In Your Eyes 
 B. Liefde Op Het Eerste Gezicht 
 C. Maar Vanavond 
 D. Maak Me Gek 
 E. Echte Vrienden
10. Grant & Forsyth Medley 
 Grant & Forsyth / Sophie Forsyth 
 A. Deep In The Heart Of Texas 
 B. This Is The Life 
 C. Oh Lonesome Me 
 D. Jolene 
 E. If I Said You Have A Beautiful Body 
 F. Mississippi
11. Jeroen Van Der Boom Hitmedley 2017 
 Jeroen van der Boom 
 A. Jij Bent Zo 
 B. Kom maar op 
 C. Het Is Over 
 D. Werd De Tijd Maar Teruggedraaid 
 E. Een Wereld
12. Songfestival Medley 2017 
 De Toppers & Jan Smit 
 A. Shine 
 B. Shangri-La 
 C. De Troubadour 
 D. What’s Another Year 
 E. Love Shine A light 
 F. Amsterdam 
 G. Save Your Kisses For me 
 H. Ding-a-Dong
13. Feest Medley 2017 
 A. Jan Klaassen De Trompetter 
 B. I Save The Day 
 C. Annie Hou Jij M’n Tassie Effe Vast 
 D. Comment Ca Va 
 E. Una Paloma Blanca 
 F. Naar De Kermis 
 G. Ik Heb De Hele Dag Liggen Dromen
14. Latino Medley 2017 
 A. Whenever Wherever 
 B. Bamboleo 
 C. Un Dos Tres 
 D. Copacabana 
 E. Sofia

### Pauze
(Country Wilma, Gents, Mike Peterson, Samantha Steenwijk)

### Deel 2
1. Dance Medley 5.0 
 A. Pump It Up 
 B. Rock This Party / Everybody Dance Now 
 C. Candy 
 D. True Colors 
 E. Waiting For Love 
 F. Grenade 
 G. Hit The Road Jack
2. George Michael Medley 
 A. Papa Was a Rollin Stone 
 B. Killer 
 C. Careless Whisper 
 D. I'm Your Man 
 E. Wake Me Up Before You Go-Go 
 F. Edge Of Heaven 
 G. Don’t Let The Sun Go Down On Me
3. John Denver Tribute 
 De Toppers & Jan Smit 
 A. Leaving On A Jetplane 
 B. Calypso 
 C. Annie's Song 
 D. Thank God, I’m A Country Boy 
 E. Country Roads
4. Thinking Out Loud 
 Jeroen van der Boom
5. André Hazes Medley 2017 
 André Hazes 
 A. Never nooit meer 
 B. Laat me 
 C. Leef
6. Rock Medley 2017 
 René Froger & Jeroen van der Boom 
 A. All Right Now 
 B. It’s My Life 
 C. War 
 D. Unchain My Heart 
 E. Heaven Is A Place On Earth
7. Top Geer Medley 
 Gerard Joling 
 A. Het Is Nog Niet Voorbij 
 B. Ticket To The Tropics 
 C. Blijf Bij Mij 
 D. Lieveling 
 E. Zing Met Me Mee
8. De Schaamte Voorbij Medley 
 A. Volgetjes Dans 
 B. Daar Bij De Waterkant 
 C. Hou je echt nog van mij, Rocking Billy? 
 D. Guus Kom Naar Huus 
 E. Dag zuster Ursula 
 F. Oh Darlin 
 G. Cowboys En Indianen
9. Guus Meeuwis Medley 2017 
 Guus Meeuwis 
 A. Het Is Een Nacht 
 B. Proosten 
 C. Brabant 
 D. ’t Dondert En ’t Bliksemt
10. René Froger Hitmedley 2017 
 René Froger 
 A. Woman Woman 
 B. Doe Maar Gewoon 
 C. Why Are You So Beautiful 
 D. Daar Sta Je Dan 
 E. Just Say Hello! 
 F. Are You Ready For Loving Me
11. Motown Medley 2017 
 A. Everlasting love 
 B. Get Ready 
 C. I Can’t Help Myself 
 D. The Same Old Sing 
 E. Walk Away Renee 
 F. Stand By Me 
 G. Reach Out I'II Be There
12. Polonaise Medley 2017 
 De Toppers & Factor 12 
 A. Als Ze Me Missen 
 B. Het Feest Kan Beginnen 
 C. De liefde van de man gaat door de maag 
 D. Polonaise Hollandaise 
 E. Brabantse Nachten Duren Lang 
 F. Er Staat Een Paard In De Gang 
 G. C’est La Vie 
 H. Zak Eens Lekker Door 
 I. Vogeltje Wat Zing Je Vroeg
13. ABBA Medley 2017 
 De Toppers & Jan Smit 
 A. Gimme Gimme Gimme 
 B. SOS 
 C. Lay All Your Love On Me 
 D. Mamma Mia 
 E. Take A Chance On Me 
 F. Super Trouper 
 G. Dancing Queen
14. Final Friends Medley 
 De Toppers & Jan Smit 
 A. Something Inside So Strong 
 B. Wind of Chance 
 C. I Believe I Can Fly 
 D. Blowin’ In The Wind
15. Over De Top! 2017 
 De Toppers & Jan Smit

## Hitnotering

### NederlandseAlbum Top 100
| Positie: | 10 | 33 | 52 | 76 | 54 | uit |

### Nederlandse Music DVD Top 30
| Positie: | 1  | 2  | 1  | 1  | 3  | 1  | 1   | 1  | 1  | 2  | 1   | 1  | 1   | 1  | 1  | 1  | 1  | 1  | 1   | 2  |
| Week:    | 21 | 22 | 23 | 24 | 25 | 26 | 27  | 28 | 29 | 30 | 31  | 32 | 33  | 34 | 35 | 36 | 37 | 38 | 39  | 40 |
| Positie: | 2  | 3  | 4  | 3  | 4  | 4  | 4   | 5  | 10 | 4  | 2   | 7  | 3   | 4  | 5  | 2  | 2  | 3  | 5   | 8  |
| Week:    | 41 | 42 | 43 | 44 | 45 | 46 | 47  | 48 | 49 | 50 | 51  | 52 | 53  | 54 | 55 | 56 | 57 | 58 | 59  | 60 |
| Positie: | 11 | 10 | 4  | 5  | 7  | 5  | 6   | 8  | 8  | 7  | 10  | 7  | 9   | 4  | 12 | 13 | 9  | 11 | 19  | 16 |
| Week:    | 61 | 62 | 63 | 64 | 65 | 66 |     | 67 | 68 | 69 |     | 70 |     | 71 | 72 | 73 | 74 | 75 |     |    |
| Positie: | 13 | 18 | 19 | 8  | 20 | 14 | uit | 21 | 29 | 15 | uit | 10 | uit | 10 | 23 | 16 | 24 | 16 | uit |    |

## Voetnoten
1. ↑  Per 2 april 2019 brengt Dutch Charts geen nieuwe Music DVD Top 30 meer uit